# Sučići
Sučići (olaszul: Sussici) falu Horvátországban, Tengermellék-Hegyvidék megyében. Közigazgatásilag Mošćenička Dragához tartozik.

## Fekvése
Fiume központjától 19 km-re délnyugatra, községközpontjától 2 km-re északnyugatra a Tengermelléken, az Isztriai-félsziget északkeleti részén, az Učka-hegység lejtőin fekszik.

## Története
1880-ban 138, 1910-ben 250 lakosa volt. Az első világháború után az Olasz Királyság szerezte meg ezt a területet, majd az olaszok háborúból kilépése után 1943-ban német megszállás alá került. 1945 után a területet Jugoszláviához csatolták, majd ennek széthullása után a független Horvátország része lett. 2011-ben a falunak 45 lakosa volt.

## Lakosság
| Lakosság változása | Lakosság változása | Lakosság változása | Lakosság változása | Lakosság változása | Lakosság változása | Lakosság változása | Lakosság változása | Lakosság változása | Lakosság változása | Lakosság változása | Lakosság változása | Lakosság változása | Lakosság változása | Lakosság változása | Lakosság változása |
| ------------------ | ------------------ | ------------------ | ------------------ | ------------------ | ------------------ | ------------------ | ------------------ | ------------------ | ------------------ | ------------------ | ------------------ | ------------------ | ------------------ | ------------------ | ------------------ |
| 1857               | 1869               | 1880               | 1890               | 1900               | 1910               | 1921               | 1931               | 1948               | 1953               | 1961               | 1971               | 1981               | 1991               | 2001               | 2011               |
| 0                  | 0                  | 138                | 230                | 239                | 250                | 0                  | 0                  | 158                | 157                | 136                | 78                 | 70                 | 51                 | 44                 | 45                 |